# Zwaardrus
Zwaardrus (Juncus ensifolius) is een plantensoort uit de russenfamilie (Juncaceae).

## Determinatie
Zwaardrus is een overblijvende, kruidachtige plant die een hoogte bereikt van 20–60 cm. Ze vormt 2–3 mm dikke en 2–6 cm lange, kruipende wortelstokken. De 2–6 mm brede, bijna platte, rechtopgaande stengels hebben smalle vleugels en geen tussenschotten. Aan de stengelbasis zitten een tot drie strokleurige bladscheden, waarvan de oortjes ontbreken. Op de stengel zitten twee tot zes bladeren. De zwaardvormige, holle, kale, 20–25 cm lange bladeren zijn zijdelings sterk afgeplat en 1,5–6  mm breed. Ze hebben op regelmatige afstanden tussenschotten.

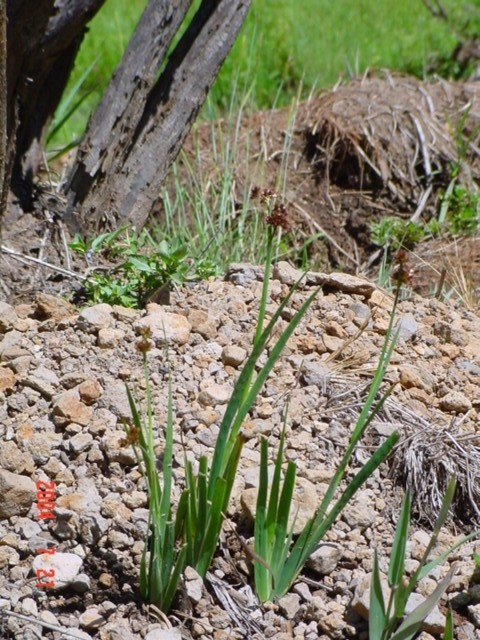
Bladeren

De plant bloeit in juni en juli met een eindstandige, dichte, egelachtige bloeiwijze bestaande uit 2–7 hoofdjes, die 7–11 mm breed, omgekeerd eivormig tot rond zijn en tot 70 bloemen bevatten. De meestal zittende bloemen staan in twee groepjes.
De zes, ongeveer 3 mm lange, bruine tot roodbruine, soms groene, lancetvormige, toegespitste bloemdekbladen zijn van ongelijke lengte. De buitenste drie bloemdekbladen zijn 2,7–3,6(–4) mm en de binnenste drie iets korter: 2,2–3(–3,5) mm. De bloem heeft 3 of 6 meeldraden. De helmknoppen zijn iets korter of even lang als de helmdraden.
Het bovenstandige vruchtbeginsel heeft één stijl met drie stempels. De plant is een windbestuiver.
De vrucht is een veelzadige, kastanjebruine tot donkerbruine, eenhokkige doosvrucht, die 2,4–4,3 mm lang is en scherp driekantig. De doosvrucht is ongeveer even lang als de kroonbladen of iets langer. Op de top van de doosvrucht zit een korte stekel. De elliptische tot omgekeerd eivormige, aan de einden iets toegespitste  zaden zijn 0,4–1 mm lang en hebben soms een aanhangsel.

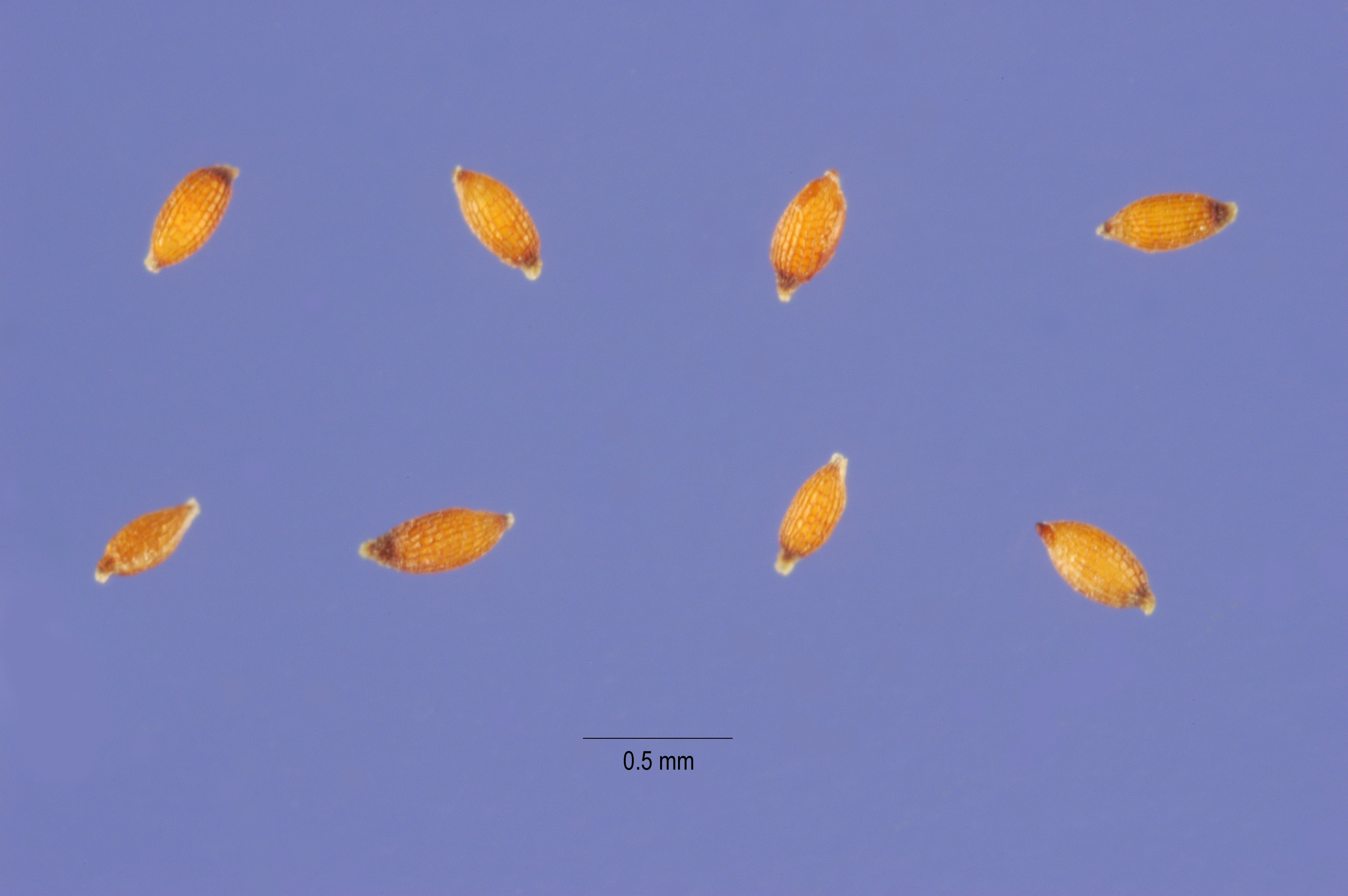
Zaden

## Ecologie
Zwaardrus komt voor op matig vochtige, vrij schrale zandgrond en in bermen langs waterlopen.

## Verspreiding
Het natuurlijke verspreidingsgebied van zwaardrus strekt zich uit over het westen en noorden van Noord-Amerika, Japan en het verre oosten van Rusland. De plant is van daaruit ingevoerd in Europa, in Nederland tussen 1950 en 1974, Nieuw-Zeeland en Australië. De soort staat niet op de Nederlandse Rode Lijst, omdat het een exoot is.